# ريك دان
ريك دان (بالإنجليزية: Rick Dunn)‏ هو مجدف بريطاني، ولد في 8 مارس 1976.

## وصلات خارجية
- ريك دان على موقع الاتحاد الدولي للتجديف (الإنجليزية)
- ريك دان على موقع اللجنة الأولمبية الدولية (الإنجليزية)
- ريك دان على موقع أوليمبيديا (الإنجليزية)
- ريك دان على موقع اللجنة الأولمبية البريطانية (الإنجليزية)